# Kongo (film, 1932)
Pour les articles homonymes, voir Kongo.
Pour plus de détails, voir Fiche technique et Distribution.
Kongo est un film américain d'horreur et un mélodrame de la période pré-Code, réalisé par William J. Cowen, sorti en 1932. C'est un remake du film muet À l'ouest de Zanzibar. Walter Huston reprend le rôle tenu alors par Lon Chaney. 

## Synopsis
En Afrique, au Congo, un paraplégique, Flint, se fait passer pour un sorcier d'une tribu africaine et il est respecté et craint comme un Dieu. Les indigènes sont mystifiés et ensorcelés par ses tours de magie. Sa maîtresse Tula et leurs deux complices, Cookie et Hogan, le secondent dans son plan machiavélique. Ivre de vengeance contre l'homme, un certain Gregg, qui lui a brisé la colonne vertébrale et volé sa femme, il kidnappe la fille de ce dernier, Ann, afin de la prostituer dans une maison de passe à Zanzibar avant de la transformer en épave alcoolique dans la jungle...  

## Fiche technique
- Titre : Kongo
- Réalisation : William J. Cowen
- Scénario : Leon Gordon d'après la pièce de théâtre de Chester M. De Vonde et Kilbourn Gordon
- Photographie : Harold Rosson
- Montage : Conrad A. Nervig
- Production :
- Société de production et de distribution : Metro-Goldwyn-Mayer
- Pays :  États-Unis
- Genre : Drame et horreur
- Format : Noir et blanc - 35 mm
- Durée : 86 minutes
- Dates de sortie : 
  - États-Unis : 1er octobre 1932

## Distribution
- Walter Huston : Flint
- Lupe Vélez : Tula
- Conrad Nagel :  Dr. Kingsland
- Virginia Bruce : Ann Whitehall
- C. Henry Gordon : Gregg Whitehall
- Mitchell Lewis : Hogan
- Forrester Harvey : Cookie Harris
- Curtis Nero : Fuzzy